# ホイットモア (カリフォルニア州)
ホイットモア (Whitmore) は、アメリカ合衆国カリフォルニア州シャスタ郡に位置する、人口 375人の非法人地域。ZIPコードは 96096、固定電話の市外局番は 530-472-xxxx で、隣接するオーク・ランやインゴットと共通である。集落には、ガソリンスタンドを兼ねた商店1軒と、委託販売をおこなう骨董品店1軒がある。

## 政治
ホイットモアは、カリフォルニア州議会の選挙区では、上院第4区、{および、下院第2区に属している。
連邦下院の選挙区は、カリフォルニア州第1選挙区に属している。

## 気候
この地域では、暑く乾燥した夏になる。ケッペンの気候区分に従えば、ホイットモアは温暖夏季地中海性気候 (Csb) に区分される。

## 著名な居住者
- ヴァイダ・ブルーは、以前、ホイットモアに牧場を所有していた[3]。